# Buran

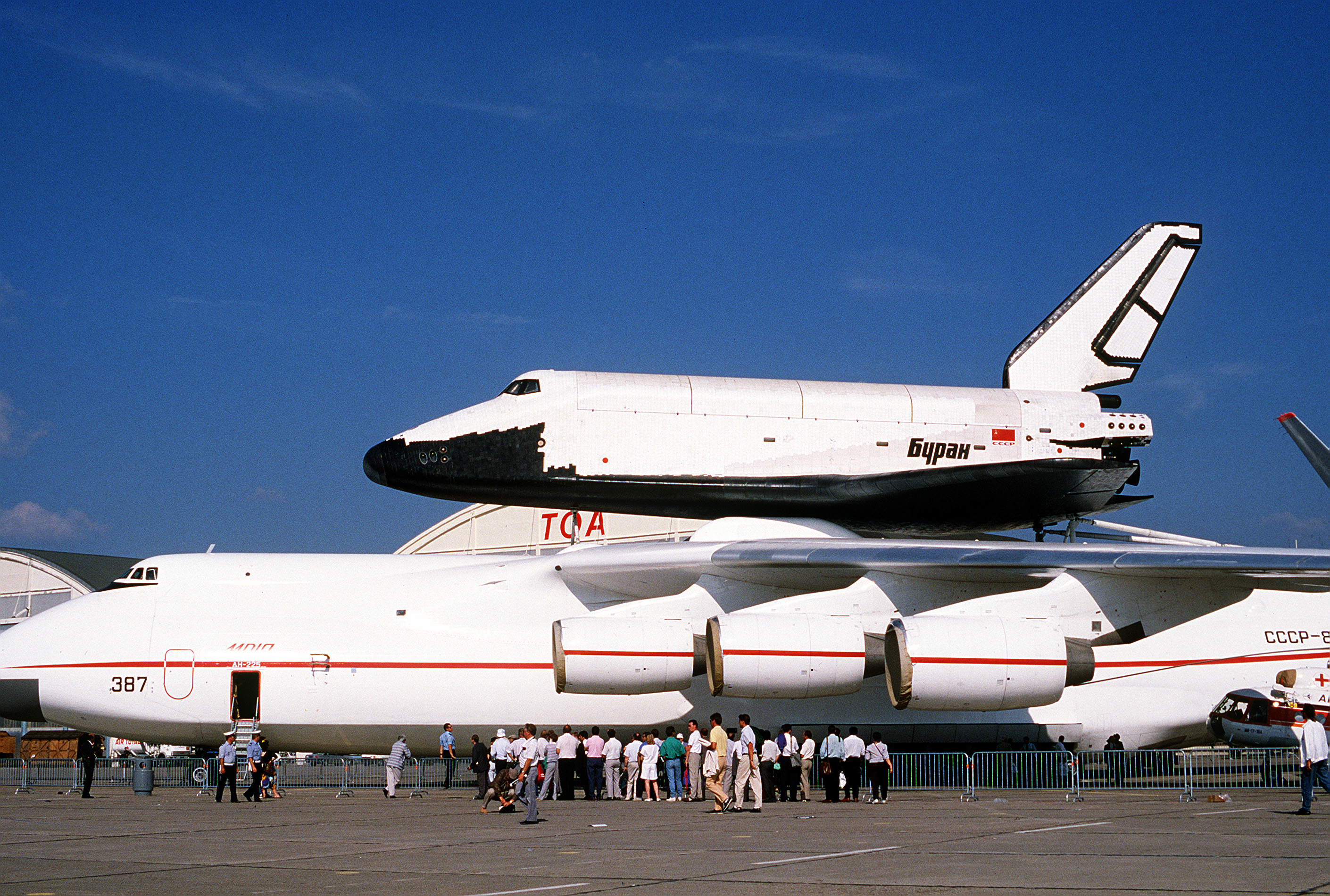
Kosmoplán Buran na hřbetu letadla Antonov An-225 na aeroshow v Paříži

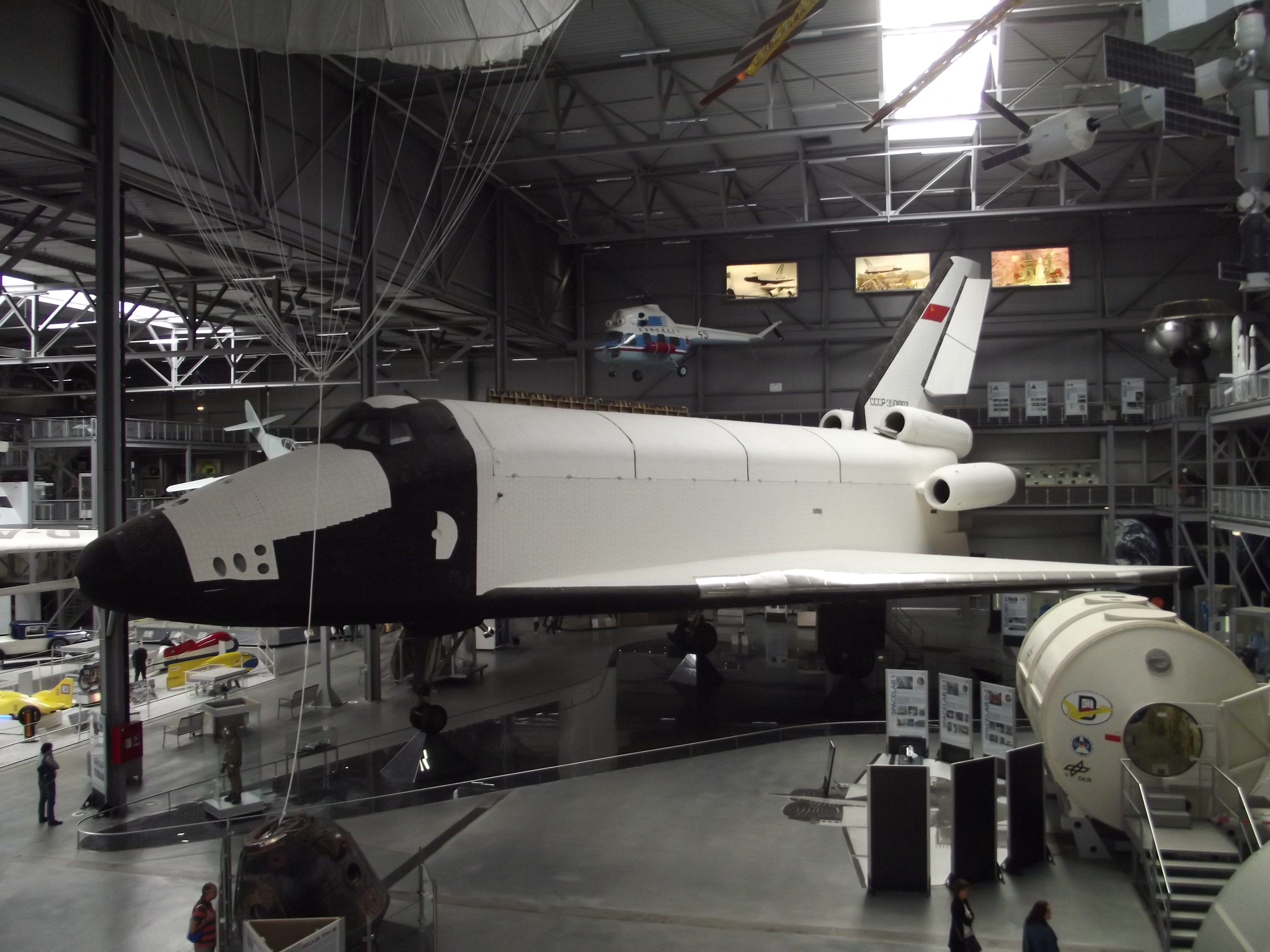
Raketoplán Buran (exemplář OK-GLI) v Technickém muzeu ve Špýru, Německo.

Porovnání velikosti rakety Sojuz, Amerického raketoplánu a soustavy Eněrgija-Buran

Buran (Буран) byl sovětský raketoplán s identifikačním číslem OK-1.01, který byl postaven v roce 1986 jako součást programu Eněrgija-Buran. Jeho první start se měl uskutečnit 29. října 1988, ale 51 sekund před spuštěním odpočtu byl odvolán. Start se uskutečnil 15. listopadu 1988. Na jeho palubě nebyla posádka, ani nebyla nainstalována podpora života, let byl plně automatický. Původně se počítalo s třídenní misí, nakonec kosmoplán letěl jen 3 hodiny. Po dvou obletech Země přistál na k tomuto účelu postavené přistávací dráze na kosmodromu Bajkonur.

## Další osudy
V roce 1989 se ještě na hřbetu letounu Antonov An-225 ukázal na letišti v Praze po předchozí návštěvě aeroshow v Paříži,, ale dalšího letu se již nedočkal. Spolu s novou nosnou raketou Eněrgija byl uložen v hangáru na kosmodromu Bajkonur. Po rozpadu Sovětského svazu přešel (stejně jako celý kosmodrom) do vlastnictví Kazachstánu[zdroj?].
13. května 2002 se po větrné smršti propadla střecha hangáru, 8 lidí zemřelo a zničen byl i kosmoplán a nosná raketa.
Na rozdíl od amerického Shuttle, kdy součástí kosmoplánu byly i extrémně výkonné hlavní motory, byl Buran pasivně vynesen s pomocí mimořádně výkonné nosné rakety Eněrgija. Toto řešení mohlo velmi zjednodušit přípravu pro následující let a také zvětšovalo dolet při návratu v klouzavém letu.

## Další exempláře

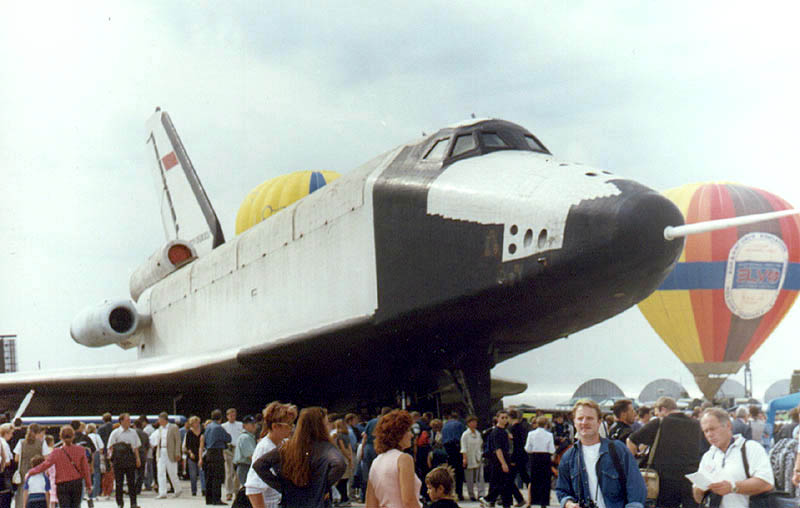
Buran 1999

Druhý (téměř dokončený) exemplář (OK-1K2 „Ptička“) zůstává v hangáru na kosmodromu Bajkonur, zhruba z poloviny hotový OK-2K1 „Bajkal“ (měl být pilotovaný) se roku 2013 nacházel na letišti Ramenskoje u Moskvy (mapa) Stavba dalších dvou exemplářů byla zastavena brzy po jejím zahájení.
Dochovalo se také sedm zkušebních modelů, které se nacházejí na různých místech, např. zkušební model OK-GLI (s přídavnými proudovými motory, neschopný letu do vesmíru) se od jara 2008 nachází v Technickém muzeu ve Špýru.

## Technické parametry
- Délka: 36,37 metru
- Výška: 16,35 metru
- Rozpětí křídel: 23,92 metru
- Hmotnost: 75 tun
- Nosnost na nízkou oběžnou dráhu: 30 tun
- Nosnost návratová: 16 tun

## Původ názvu
Slovo Buran (Буран) se povětšinou mylně překládá jako Sněhová bouře. Jde ovšem o výraz z turecké jazykové rodiny používaný pro studený vítr, přicházející náhle ze severovýchodu. Ten svou intenzitou většinou zvedá sníh ze země. Podobný jev, Karaburan (Černý buran), se velmi vzácně může vyskytovat i v létě, kdy místo sněhu víří prach.
Za zmínku v této souvislosti stojí, že první na světě okřídlená dvoustupňová mezikontinentální raketa, vyvinutá v 50. letech se jmenovala Burja (Буря, česky bouře). 
Není jasné, zda volbu jména neinspirovalo i jméno klíčové postavy programu, vědce a konstruktéra Valerije Pavloviče Burdakova.